# Into the Night (serie televisiva)
Into the Night è una serie televisiva belga scritta dal produttore e showrunner Jason George e ispirata al romanzo polacco di fantascienza The Old Axolotl di Jacek Dukaj. La serie è prodotta e distribuita da Netflix dal 1 maggio 2020; l'8 settembre 2021 è stata resa disponibile la seconda stagione della serie. È la prima serie belga prodotta dal noto sito streaming.

## Trama
La serie segue le vicende di un gruppo di persone di differenti origini dirottate a bordo di un volo da Bruxelles a Mosca, il quale si dirige a ovest nel tentativo di sopravvivere a un evento catastrofico solare che uccide tutti gli organismi viventi durante le ore di luce del giorno. I componenti del gruppo, guidato da Mathieu e Sylvie, devono collaborare per tenersi il sole alle spalle, risolvendo problemi di cibo, carburante e affini mentre viaggiano per una settimana, e sempre di notte, per ripararsi in un bunker militare sotterraneo situato in Bulgaria. Giunti al bunker, a pochi secondi dal sorgere del Sole, trovano una colonia di militari che sta elaborando un piano per risolvere la situazione.

## Episodi
| Stagione         | Episodi | Prima TV USA | Prima TV Italia |
| ---------------- | ------- | ------------ | --------------- |
| Prima stagione   | 6       | 2020         | 2020            |
| Seconda stagione | 6       | 2021         | 2021            |

## Personaggi e interpreti

### Principali
- Terenzio Matteo Gallo (stagione 1), interpretato da Stefano Cassetti, doppiato in italiano da Francesco Bulckaen.
Ufficiale italiano della NATO e tra i primi ad accorgersi dell'emergenza mondiale.
- Sylvie Bridgette Dubois (stagioni 1-in corso), interpretata da Pauline Étienne, doppiata in italiano da Elisa Angeli.
Soldato, ex pilota di elicotteri militari. Ha appena perso l'amato compagno Henry dopo una lunga malattia. Inizialmente ha intenzione di andare a disperdere le sue ceneri e subito dopo suicidarsi. Unica ad avere qualche esperienza nel volo, assisterà Mathieu per tutto il viaggio, divenendo di fatto il suo co-pilota.
- Jakub Kieslowski (stagioni 1-in corso), interpretato da Ksawery Szlenkier, doppiato in italiano da Dimitri Winter.
Tecnico di bordo dell'aeroplano. Lascia a terra l'amata moglie Lena. Sarà di grande aiuto nei momenti di crisi agli altri passeggeri, soprattutto a Sylvie.
- Mathieu Daniel Douek (stagioni 1-in corso), interpretato da Laurent Capelluto, doppiato in italiano da Franco Mannella.
Co-pilota. Prenderà il comando dell'aereo dal momento del decollo da Bruxelles. Aveva una relazione extraconiugale con la hostess Chloé.
- Ayaz Kobanbay (stagioni 1-in corso), interpretato da Mehmet Kurtuluş, doppiato in italiano da Dario Oppido.
Un misterioso uomo d'affari turco che si scoprirà essere un criminale.
- Richard Rik Mertens (stagioni 1-2), interpretato da Jan Bijvoet, doppiato in italiano da Sergio Lucchetti.
Guardia di sicurezza che stava viaggiando a Mosca per vedere la sua ragazza, conosciuta su internet.
- Gabrielle Renoir (stagione 1), interpretata da Astrid Whettnall.
Hostess. Madre di tre figli, è molto gentile e premurosa con tutti i passeggeri, e dimostra coraggio e sangue freddo anche nei momenti più difficili.
- Osman Azizi (stagioni 1-in corso), interpretato da Nabil Mallat, doppiato in italiano da Francesco De Francesco.
Operatore tecnico e addetto alle pulizie degli aerei.
- Horst Baudin (stagioni 1-in corso); interpretato da Vincent Londez, doppiato in italiano da Andrea Lopez.
Scienziato del clima. È il primo a intuire e ipotizzare quale sia la causa scatenante di ciò che sta succedendo.
- Zara Oblonskaya (stagioni 1-2), interpretata da Regina Bikkinina, doppiata in italiano da Laura Amadei.
Giovane russa che si sta recando a Mosca con il figlio Dominik, seriamente malato, per sottoporlo ad una terapia sperimentale.
- Dominik Oblonskaya (stagioni 1-2), interpretato da Nicholas Alechine.
Figlio di Zara, è un bambino affetto da una grave forma di fibrosi cistica, malattia ereditata dal padre biologico. Si stava recando a Mosca con la madre per sottoporsi a una terapia sperimentale.
- Ines Mélanie Ricci (stagioni 1-in corso), interpretata da Alba Gaïa Bellugi, doppiata in italiano da Ludovica Bebi.
Famosa influencer belga, star dei social network. Ha origini italiane da parte di padre.
- Laura Djalo (stagioni 1-in corso), interpretata da Babetida Sadjo, doppiata in italiano da Monica Bertolotti.
Infermiera professionista, sta accompagnando a Mosca il suo assistito, il signor Volkov, anziano e invalido.
- Lom (guest stagione 1, stagione 2), interpretato da Borys Szyc, doppiato in italiano da Stefano Santerini. 
Colonnello che si trova all'interno del bunker in Bulgaria
- Gerardo (stagioni 2), interpretato da Javier Godino, doppiato in italiano da Riccardo Scarafoni.
 Ambasciatore che si trova all'interno del bunker in Bulgaria.
- Thea Bessit (stagioni 2-in corso), interpretata da Émilie Caen, doppiata in italiano da Laura Facchin.
Ambasciatrice che si trova all'interno del bunker in Bulgaria

### Personaggi ricorrenti
- Freddie Green (stagione 1), interpretato da James McElvar: soldato inglese che si imbarca durante la sosta dell'aereo in Scozia, insieme ai colleghi Roger Waters e John Morris.
- Roger Waters (stagione 1), interpretato da Edwin Thomas: militare, si imbarca con i colleghi Freddie e John durante la sosta dell'aereo in Scozia.
- John Morris (stagione 1), interpretato da Robbie Nock: militare, si imbarca con i colleghi Freddie e Roger durante la sosta in Scozia.
- Volkov (stagione 1), interpretato da Mihail Mutafov: facoltoso uomo russo che stava facendo ritorno a Mosca. Anziano e affetto da disabilità, era assistito dalla sua infermiera personale, Laura.
- Nabil (stagione 1), interpretato da Yassine Fadel: giovane passeggero turco dell'aereo. Muore poco prima dell'atterraggio in Scozia.
- Chloé (stagione 1), interpretata da Laura Sepul: assistente di volo, collega di Gabrielle, che al momento del decollo da Bruxelles rimane a terra. Incinta di Mathieu, aveva con lui una relazione segreta.
- Henry (stagione 1), interpretato da Thorian Jackson De Decker: era il compagno di Sylvie, muore poco prima della partenza di lei da Bruxelles a causa di un cancro al pancreas.
- Lena (stagione 1), interpretata da Martyna Peszko: moglie di Jakub.
- Gia (stagione 2), interpretata da Marie-Josée Croze, doppiata in italiano da Daniela Amato: donna trovata in un bunker in Norvegia.
- Marcus (stagioni 2-in corso), interpretato da Dennis Mojen, doppiato in italiano da Davide Perino: soldato presente all'interno del bunker in Bulgaria.
- Felipe (stagioni 2-in corso), interpretato da Joe Manjón: soldato presente all'interno del bunker in Bulgaria.
- Heremans (stagioni 2-in corso), interpretato da Coen Bril: soldato presente all'interno del bunker in Bulgaria.

## Produzione

### Sviluppo
Il 3 settembre 2019 fu annunciato da Netflix che la serie sarebbe stata composta da 6 episodi. La serie è stata creata da Jason George, accreditato anche come produttore esecutivo al fianco di Tomek Baginski e Jacek Dukaj. Il 1º luglio 2021 è stata rinnovata per una seconda stagione, pubblicata l'8 settembre dello stesso anno.

### Casting
Il 30 settembre 2019 fu confermata la presenza degli attori Mehmet Kurtuluş, Astrid Whettnall, Pauline Etienne, Bebetida Sadjo, Laurent Capelluto, Alba Bellugi, Nabil Mallat, Regina Bikkinina, Vincent Londez, Jan Bijvoet, Stefano Cassetti, Ksawery Szlenkier, Yassine Fadel, Laura Sepul e Nicolas Aleshine all'interno della serie.

## Accoglienza
La serie ha ricevuto riscontri positivi dalla critica, ottenendo un punteggio dell'83% sull'aggregatore Rotten Tomatoes e di 7.1/10 su IMDb.